# Kamieniczne
Kamieniczne – kolonia w Polsce położona w województwie lubelskim, w powiecie bialskim, w gminie Biała Podlaska. Leży na północ od miasta Biała Podlaska między Hrudem a Wilczynem.
Do roku 1945 własność Karskich folwark pobliskiej Roskoszy. Po przeprowadzonej parcelacji część gruntów wsi została podzielona pomiędzy służbę folwarczną a reszta została przyłączona do pobliskiego PGR w Roskoszy. W latach 1975–1998 miejscowość administracyjnie należała do województwa bialskopodlaskiego.
Kolonia wchodzi w skład sołectwa Wilczyn-Kamieniczne w gminie Biała Podlaska. Narodowego Spisu Powszechnego z roku 2011 kolonia liczyła 33 mieszkańców.
Wierni Kościoła rzymskokatolickiego należą do parafii Zwiastowania Najświętszej Maryi Panny w Hrudzie.